# 沙漠五子D5
沙漠五子D5，由《青春有你》被淘汰的21－26名的五位練習生（第25名被藝術家們救）所組成的，因被淘汰後去到了銀川沙漠種樹，粉絲覺得抱不平因此為他們取名了沙漠五子D5，經過五家公司協商下來，決定聯手打造沙漠五子D5。於2019年4月6日出道，由谷藍帝、丁飛俊、徐炳超、師銘澤、胡文煊组成，将舉行為期100日的活動。
2019年5月1日，为《瑞丽服饰美容》拍摄的《MINIBOOK》封面；5月11日，参加北京冬奥会倒计时1000天“燃烧的雪”主题音乐会并演唱《站起来》。2019年5月20日已經發佈了首張單曲：《戰場》，第二支单曲《野Savage》于2019年5月30日10时发布。
2019年7月20日舉辦第一場粉絲見面會，並同時宣布團體解散。

## 成員介紹
| 沙漠五子D5 | 沙漠五子D5             | 沙漠五子D5     | 沙漠五子D5 | 沙漠五子D5 | 沙漠五子D5 | 沙漠五子D5 | 沙漠五子D5 | 沙漠五子D5 |
| 姓名       | 國家/地區              | 出生日期       | 身高       | 經紀公司   | 最终排名   | 星座       | 粉丝名     | 应援色     |
| ---------- | ---------------------- | -------------- | ---------- | ---------- | ---------- | ---------- | ---------- | ---------- |
| 谷藍帝     | 中国重慶               | 1995年10月21日 | 184公分    | 一響天開   | 23         | 天蝎座     | bluet      | 蓝色矢车菊 |
| 胡文煊     | 中国安徽               | 1999年5月23日  | 184公分    | 樂華娛樂   | 24         | 雙子座     | 星云       | 自由暖     |
| 師銘澤     | 中国遼寧               | 1998年11月8日  | 188公分    | 黑金計劃   | 25         | 天蝎座     | Kohinoor   | 鸢尾骑士   |
| 徐炳超     | 中国吉林               | 1997年9月22日  | 188公分    | 海蝶音樂   | 26         | 处女座     | 粉饼       | 豆蔻绿     |
| 丁飛俊     | 中华人民共和国（香港） | 1997年3月23日  | 180公分    | 邁吉傳媒   | 27         | 白羊座     | 灯火       | 星云粉     |

## 音乐作品

### 單曲列表
| 專輯 | 資料                                                          | 曲目        |
| 1st  | 首張單曲《戰場》 - 發行日期：2019年5月20日 - 語言：國語       | 1. 戰場     |
| 2nd  | 第二支單曲《野Savage》 - 發行日期：2019年5月30日 - 語言：國語 | 1. 野Savage |

### 活动見面會
| 日期         | 地點 | 主題                     | 備註     |
| 2019年6月2日 | 澳门 | 樂華娛樂十周年紀念演唱會 | 所有成員 |

## 外部連結
- 沙漠五子D5的新浪微博